# ランチア・シビロ
ランチア・シビロ (Lancia Sibilo) は1978年にトリノのオートショーで発表されたコンセプトカーである。

## 概要
シビロはベルトーネによって設計及び製造された。デザイナーはマルチェロ・ガンディーニ。シャープな造形とポリカーボネート製のウィンドウが特徴。丸いサイドウィンドウは電動で動き、フロントウィンドウには一本のワイパーが垂直に設置されている。ヘッドライトはリトラクタブルヘッドライトが採用されている。
インテリアは、ステアリングホイールが解剖学に基づいて設計されている。インパネはウィンドウとダッシュボードの境界付近に配置されており、ドライバーの運転時の視線移動が少なく済むように設計されている。

パワートレインはストラトスと同じ2.4L Dino V型6気筒エンジンに5速MTが組み合わされている。 発表当初は濃い茶色で塗装されていたが、後に明るい茶色へと塗装し直された。ホイールも明るめの黄色からライトゴールドへと変更された。

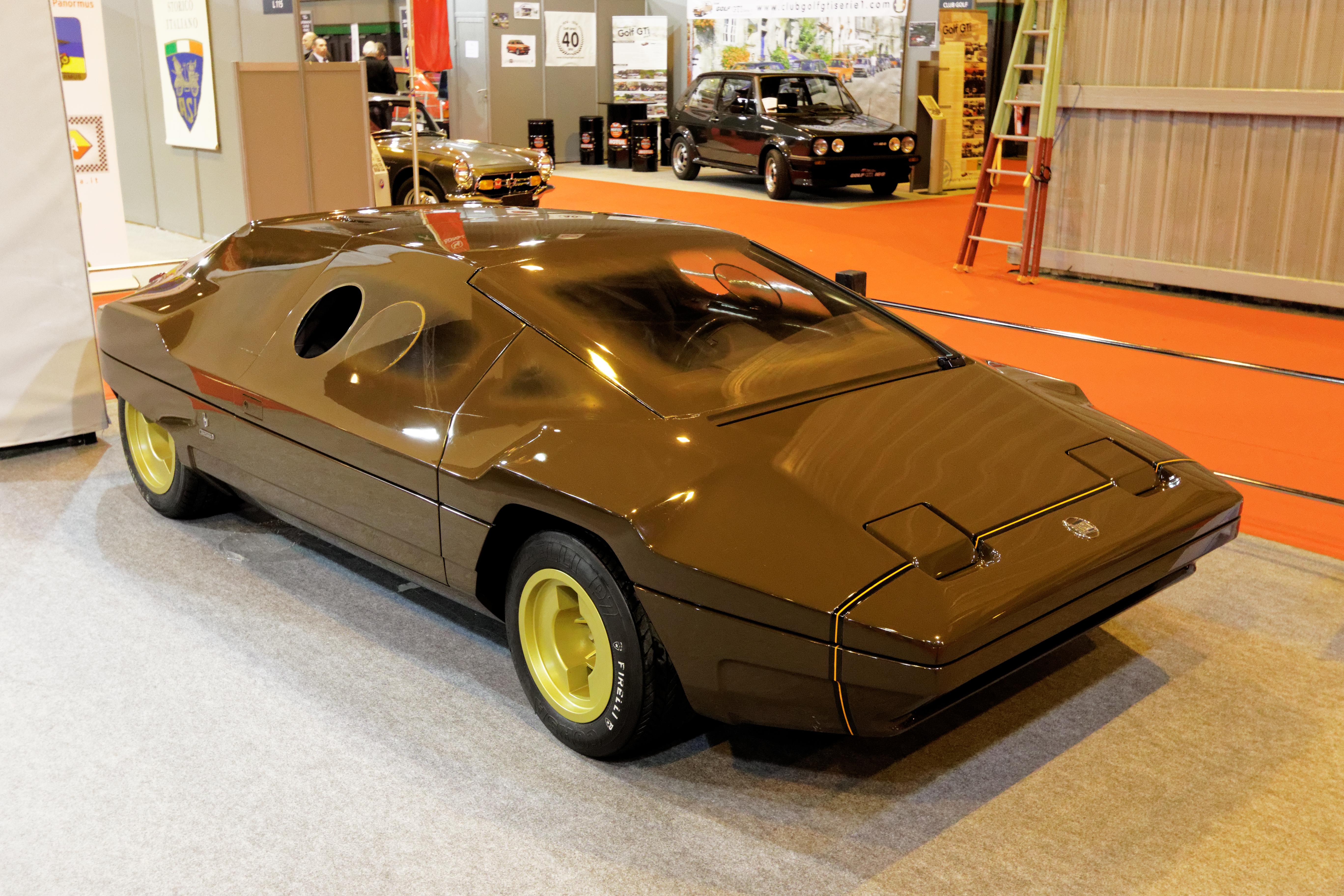
レトロモビル2015のランチア・シビロ
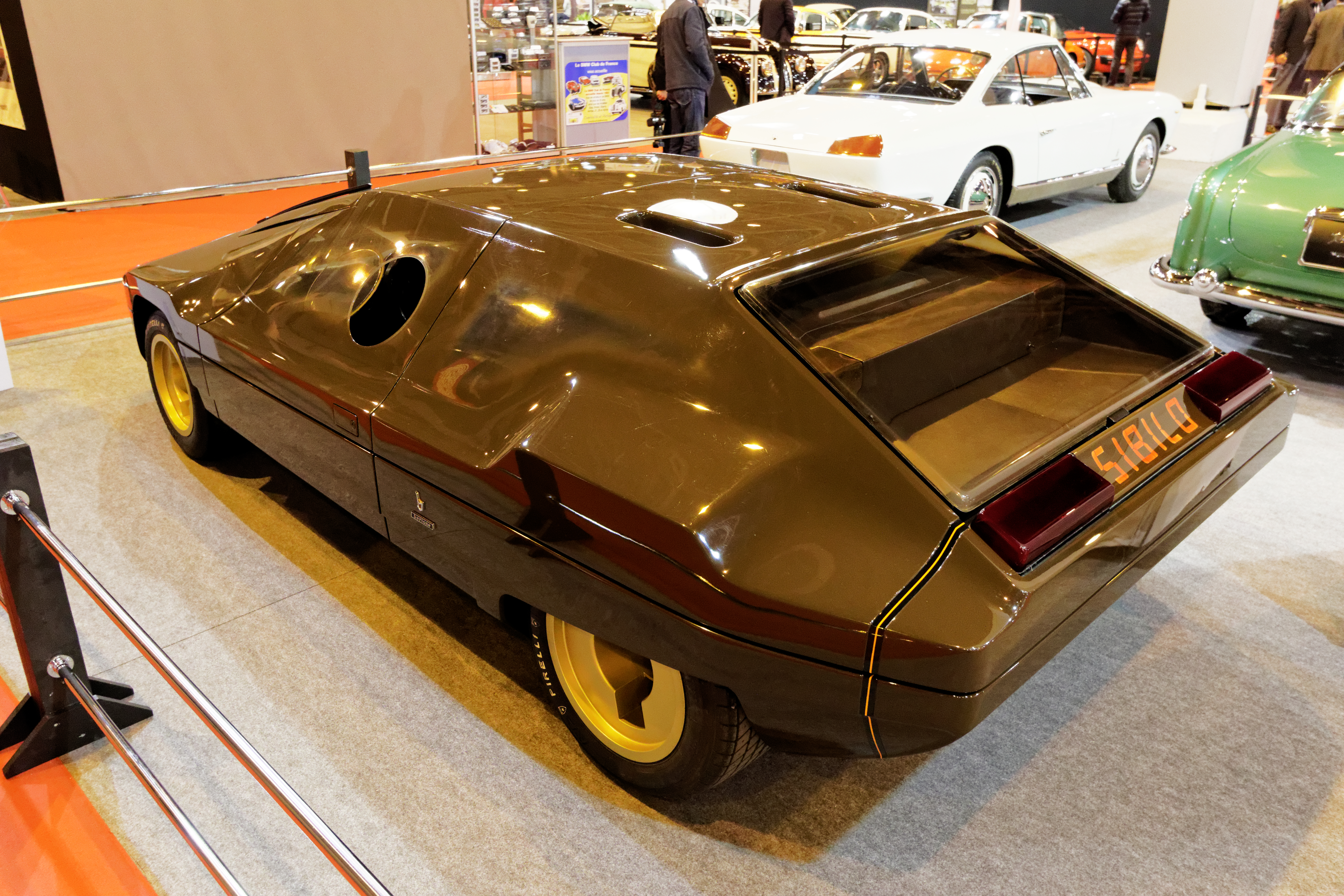
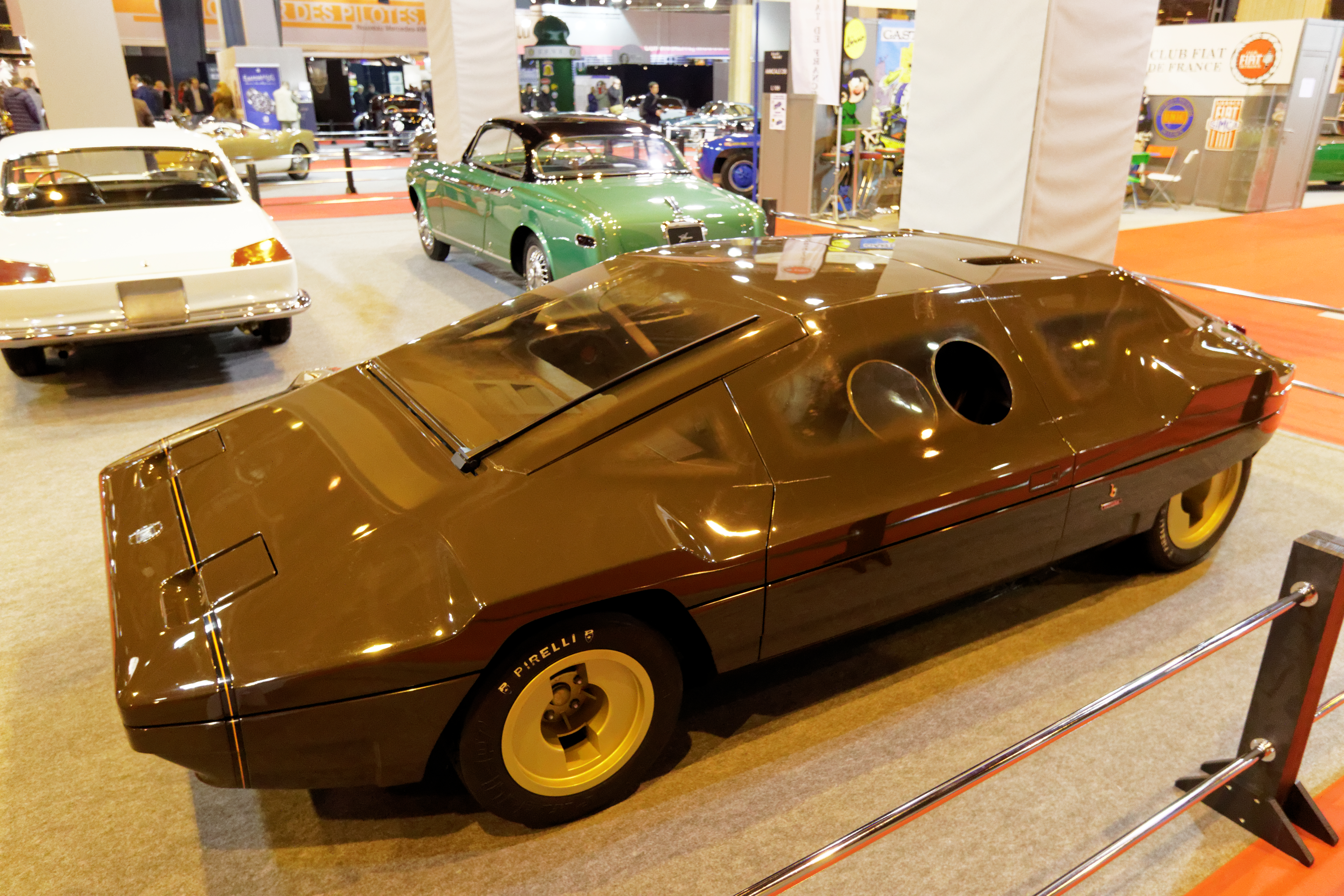

## 参照
1. ↑   https://auta5p.eu/lang/en/katalog/auto.php?idf=Lancia-Sibilo-Bertone-23998
2. ↑  https://www.carrozzieri-italiani.com/listing/lancia-sibilo/
3. ↑  https://www.classicdriver.com/en/article/cars/total-recall-lancia-sibilo-car-fell-earth
4. ↑  https://jalopnik.com/the-lancia-siblio-was-nuts-even-by-1970s-concept-car-st-510545017
5. ↑  https://rmsothebys.com/auctions/VE11/Villa-d'Este/lots/r106-1978-lancia-sibilo/186890